# Coreorgonal bicornis
Coreorgonal bicornis är en spindelart som först beskrevs av James Henry Emerton 1923.  Coreorgonal bicornis ingår i släktet Coreorgonal och familjen täckvävarspindlar. Inga underarter finns listade i Catalogue of Life.